# Stacey Donovan
| Stacey Donovan                            | Stacey Donovan                            |
| Kattints az alábbi külső linkek egyikére! | Kattints az alábbi külső linkek egyikére! |
| ----------------------------------------- | ----------------------------------------- |
| Nem található szabad kép.(?)              |                                           |
| külső link · jogvédett                    | Fotója az Alchetron honlapján             |

Stacey Donovan (eredetileg Kelley Howell), (Encino, Kalifornia, 1964. október 9. –) amerikai fotómodell és pornószínésznő, az 1980-as évek egyik ismert pornósztárja, 150-nél több filmben szerepelt.

## Pályája

### A magas szőke zöldszemű
Kelley Howell Dél-Kaliforniában született. A nyúlánk (175 cm magas), zöldszemű, szőke lány tökéletesen megfelelt a kaliforniai „tengerparti napfény-lányokról” alkotott klisének. Már tizenéves korában számos fotóstól kapott ajánlatokat. Bár szigorúan katolikus családban nevelkedett, már 18 éves korában fotómodellnek állt, hogy pénzt keressen. Szerepelt a Swatch cég reklámfilmjeiben, televíziós reklámokban. Mivel szinte a megszólalásig hasonlított a híres fotómodellre és színésznőre, a „magas szőke” Christie Brinkley-re, hamarosan Kelley is keresett és jól fizetett fotómodell lett. Megjelent a „Seventeen” szexmagazin címlapján is.
Barátai, köztük a hivatásos fényképészek is figyelmeztették, tartsa távol magát a pornográf ipar csábításától, mert alkata és tehetsége alapján többre hivatott, és a pornográfia tönkreteszi ígéretes modellkarrierjét és színésznői kilátásait. Kelley azonban nem tudott ellenállni a nagy pénz csábításának, és már 19 évesen, 1983-ban megcsinálta első szexfilm-szerepeit. Előbb két szoft-szexfilmben szerepelt, az Outlaw Women-ben és a Bondage Interludes 2-ben (Tracy Donovan művésznév alatt), de nagyon hamar, még abban az évben „bevállalta” első hardcore filmszerepét a Bouncing Buns-ban. Élete későbbi szakaszában tett nyilatkozatai szerint utóbb nagyon megbánta döntését, és sajnálja, hogy a gyorsan szerzett hírnevet és a nagy pénzt hajszolva nem hallgatott barátai figyelmeztetésére.

### A pornószínésznő
A pornófilm-rendezők kapkodtak a magas, filigrán, finom alkatú, kislányos megjelenésű, mégis jó formájú Kelley után, aki ideálisan megtestesítette a dél-kaliforniai tengerpart szőke lány típusát (beach blondes), ábrándos zöld szemei egzotikus vonást adtak megjelenésének. Az 1980-as évek közepére az egyik legismertebb szex-sztárrá vált. Specialitása a leszbikus szex volt, Cody Nicole-lal forgatott párosát Alex De Renzy rendező Dirty Girls c. filmjében a műfaj egyik legszebben sikerült jelenetének tartják. Viselkedésében mindig maradtak bizonyos visszahúzódó, szemérmes vonások, ez tovább fokozta vonzerejét és népszerűségét.
Az 1980-as években 10–15 filmben is szerepelt évente, a legtöbbet 1986-ban és 1987-ben. Ebben az időben Stacey közreműködött mind leszbikus, mind heteró jelenetekben. Elhárította a durva és extrém szerep-ajánlatokat, bár gyakran „csinált” csoportszexet, mint pl. Harold Lime 1986-os Convenience Store Girls c. filmjében, amely a pornográfiát vizsgáló kongresszusi bizottság (Meese Commission) munkáját igyekezett nevetségessé tenni. Szerepe szerint Stacey Donovan egy szatócsüzlet (convenience store) tulajdonosa filmbeli férjével, Peter North-szal. A Gondolatrendőrség két tisztje, Steve Drake és Randy West ellenőrzik, nem árulnak-e Penthouse-t vagy más, pornográfnak nyilvánított újságokat. Stacey, a tulaj orális megoldása minden résztvevő teljes megelégedésére szolgál. Egy másik ritka szerepében, az 1987-es Switch Hitters-ben Stacey egyszerre két biszex baseball-játékost csábít el az öltözőben.
1986-ban Stacey játszott Henri Pachard White Women c. videofilmjében, a Diamond Collection-ben (1984) és a New York Vice-ban (1984). Legemlékezetesebb női partnerei Crystal Breeze, Debbie Green, Rick Cassidy, Lois Ayres és Mai Lin voltak. A Porn.com portál kedvenceinek listájára 50 alkalommal került fel.
Bár Stacey Donovan az 1980-as évek közepén az amerikai pornófilmesek keresett sztárja volt, a rendezők kapva kaptak utána, magát Stacey-t csak kevéssé lelkesítette a pornófilmes szereplés. „Nem élvezem a pornográf filmezést”, nyilatkozta 1985 októberében a Baltimore Sun c. újságnak. Saját állítása szerint csak a pénzkereset vonzotta, és 1000 dollárt is megkeresett egy napon. „De nem szeretek levetkőzni bárki előtt.” Jerry Butler, Tom Byron és pornószínészek elmondták, hogy Stacey utálta a szexet, és végigsírta több forgatást. Húzódozása azonban sohasem mutatkozott meg a filmvásznon, fantáziadús és lelkes színésznőként tartották számon. Stacey Donovan több, mint 100 szexfilmben szerepelt, 1988-as kiválásáig.

### A gyors bukás
Stacey szigorú katolikus családi környezetből jött, pornográf karrierjét megelőzően kevés szexuális tapasztalata volt, szinte mindent a kamera előtt tanult meg. Anyja tudott leánya filmes munkájának természetéről, de apja (akkoriban még) nem. Stacey úgy vélte, ha apja megtudja az igazságot, soha többé nem áll szóba vele.
Az 1980-as évek legvégén Stacey Donovan együttműködött a Meese Bizottsággal. Tanúvallomásában több bizonyítékot szolgáltatott a pornóipar ellen. Ettől kezdve (kevéssé meglepő módon) a pornófilm-rendezők feketelistára tették, több filmszerepet nem kapott, utolsó filmjét 1994-ben mutatták be. Stacey szerepelt a Los Angeles-i KNBC-TV „Confessions of a Porn Star” (Egy pornósztár vallomásai) c. magazin-műsorában, elvileg névtelenül, egy paravánnal takarva. Részletesen elmondta vádjait a pornófilmes szakma ellen. A filmipar képviselői sem maradtak adósai: Peter van Aarle (rame.net) később azt mondta egy interjúban: „Stacey sose volt egy észkombájn. (...) Az interjú során előrehajolt, láthatóvá és felismerhetővé vált.” De még akiket felháborított Stacey részvétele az pornográfia-ellenes kampányokban, azok sem vitatták el tehetségét és megérdemelt népszerűségét.
Az 1990-es évek közepétől Stacey Donovan filmszerepei ismét megjelentek videó és DVD-kiadásokban. Legelőször 1995-ben, Ginger Lynn The Golden Age of Porn c. összeállításában. Az online filmforgalmazás keretében filmjeit és jeleneteit kiemelkedő gyakorisággal keresik és töltik le. Stacey Donovan visszavonult a nyilvánosságtól. Jelenlegi életéről nincsenek adatok, korábbi nyilatkozatai alapján kereskedelmi iskolára szándékozott jelentkezni és családalapítást tervezett.

## Testi adottságai
Testmagassága 175 cm (5 láb és 9’’). Testsúlya (1984-ben) 52 kg (114 font). Testméretei 86B–56–86 cm (34B-22-34’’), szeme zöld, haja szőke, bőre fehér, vonásainak jellege ír származású ősökre utal.

## Filmjei
- 1983: Women’s Secret Desires (Tracy Donovan néven)
- 1983: Outlaw Women, videó (Tracy Donovan néven)
- 1983: Bouncing Buns (Kelly)
- 1983: Bondage Interludes 2
- 1984: The Woman in Pink
- 1984: Where the Girls Are (Vicki)
- 1984: The Pink Lagoon: Sex Romp in Paradise (Megan, Ashly Britton néven)
- 1984: Surrender in Paradise (Megan, Ashly Britton néven)
- 1984: Palomino Heat, videó (Holly, Tracy Donovan néven)
- 1984: Panty Raid (Ashley Britton néven)
- 1984: New York Vice (Marsha)
- 1984: Olympix Affair
- 1984: Juggs, videó
- 1984: Lost in Lust, videó (Kelly Howell néven)
- 1984: Flaming Tongues, videó (Jill, Kelli Howell néven)
- 1984: Girls That Love Girls, videó (Kelly Howe néven)
- 1984: Hustler 17, videó (Candy)
- 1984: Electric Blue 17, videó (szex-tanuló)
- 1984: Electric Blue 18, videó (kamionstoppos lány)
- 1984: Electric Blue 19, videó (rendőrnő)
- 1984: Cagney & Stacey, videó (Stacey)
- 1984: Diamond Collection 62, video
- 1984: Dirty Girls, (Stacey, stáblistán név nélkül)
- 1984: Bad Girls III, video
- 1984: A Little Bit of Hanky Panky, (Tara, Ashley Britton néven)
- 1984: Breezy, video
- 1985: The Night of the Headhunter, video
- 1985: The Ultimate O, video
- 1985: Thrill St. Blues, videó (prostituált)
- 1985: Tailhouse Rock, videó (Laura)
- 1985: The Adventures of Tracy Dick, video (Angela Magnet)
- 1985: The Lusty Adventurer, videó (Amber Lynn névtelen partnere)
- 1985: Passions
- 1985: Play Maze
- 1985: Sex Dreams on Maple Street (Carol)
- 1985: Lonesome Ladies 2, videó
- 1985: Naked Lust
- 1985: Passage to Ecstasy
- 1985: Just Another Pretty Face, video
- 1985: Lady Madonna (a címszereplő)
- 1985: Letters of Love (csalfa feleség, Kelly Howe néven)
- 1985: French Lessons
- 1985: Gourmet Quickies 706, video
- 1985: Gourmet Quickies 728, video
- 1985: Irresistible
- 1985: It’s My Body, videó (Trisha)
- 1985: Desperately Pleasing Debbie
- 1985: Dial a Dick
- 1985: Electric Blue 22, video
- 1985: California Girls 3
- 1985: Channel 4 News, videó
- 1985: Cinderella, videó (Hamupipőke)
- 1985: A Taste of Candy, videó
- 1986: Young Nympho, videó (Arlette)
- 1986: Young Nymphos
- 1986: Up All Night, videó (Bobbie)
- 1986: White Women, videó (Debbie)
- 1986: Showgirls, (Ginger)
- 1986: The Lust Detector, videó (recepciós lány)
- 1986: Sexy Delights
- 1986: Seduction of Jennifer, video
- 1986: Pleasure Maze
- 1986: Satin Seduction
- 1986: Secret Mistress, videó (Ludmilla)
- 1986: Make Me Want It
- 1986: Moving In! (Sonia Rollins)
- 1986: Naughty Nurses
- 1986: Passion Pit, (Judy)
- 1986: I Know What Girls Like, videó
- 1986: Irresistible II
- 1986: Jane Bond Meets Thunderballs, videó (Jane Bond)
- 1986: Layout
- 1986: Lovers Lane, (Lulu)
- 1986: Girls of the Chorus Line
- 1986: Hanging Breasts
- 1986: Having It All! Lodge Guest
- 1986: Electric Blue 40, videó (vevő a fehérneműboltban)
- 1986: Electric Blue 44, videó (autószerelő lány)
- 1986: Finger Friggin’
- 1986: Backside to the Future, videó (Mrs. Claypool)
- 1986: Dirty Dreams, videó
- 1986: Doctor Penetration
- 1986: Convenience Store Girls, videó
- 1986: Lesbian Lovers No. 1, videó
- 1986: Gentlemen Prefer Ginger, videó (Laura)
- 1987: Switch Hitters, videó, (Bunny)
- 1987: Legends of Lust 2: Christy Canyon, video
- 1987: Playing for Passion, videó
- 1987: Sex Machine
- 1987: Caught by Surprise
- 1987: Holiday for Angels, video
- 1987: Innocence Lost
- 1987: Die Liebesschule der Josefine Mutzenbacher
- 1987: Adult Video Therapist, video)
- 1987: Best of Blondes, video
- 1987: Ecstasy Girls 2, (Tina)
- 1988: Bound for Bondage, video
- 1988: Miami Spice 2 (Greta)
- 1988: Baby Face 2
- 1989: Dreamwalk, video (Celeste)
- 1989: Nasty Nights (video)
- 1989: Too Good to Be True
- 1989: Up Up and Away, (Stewardess)
- 1990: The Last X-rated Movie, video
- 1990: Hindsight
- 1991: Summer Break, video
- 1992: Tasty (Evelyn Moore)
- 1994: World of Sexual Oddities, videó összeállítás